# Церква Пресвятої Трійці (Тернопіль)
Церква Пресвятої Трійці в Тернополі — парафія і храм Тернопільсько-Зборівської архієпархії Української греко-католицької церкви в Тернополі (деканат м. Тернополя — Східний).

## Історія церкви
Парафію засновано в травні 1993 року з ініціативи подружжя Зеновія та Ольги Дмитерків та за підтримки жителів мікрорайону «Східний». 31 жовтня 1993 року канцлер Тернопільсько-Зборівської єпархії о. Павло Репела освятив хрест на місці майбутньої церкви.
20 травня 1994 року о. митрат Василій Семенюк освятив капличку, де проходили перші богослужіння. Будівництво храму за проєктом тернопільського архітектора Анатолія Водоп'яна в стилі українського бароко розпочалося 5 вересня 1995 року за пожертви парафіян. У 1996 році будівництво завершилося, і 15 червня 1997 року владика Михаїл Сабрига освятив храм.
Розпис церкви виконав художник Михайло Писак. Завдяки зусиллям пароха о. Іллі Довгошиї в церкві встановили триярусний іконостас, престол, кивот та проскомидійник. Також збудували парафіяльний будинок, де проживають два священники та дяк.
При парафії діють численні спільноти та братства:
- Братства: Матері Божої Неустанної Помочі, «Апостольство молитви» та Серця Ісусового.
- Спільноти: «Матері в молитві» та «Вервиця».
- Молодіжні групи: Вівтарна дружина, молодіжний хор, Українська молодь — Христові.

У 1994 році засновано церковний хор, регентом якого з 1995 року є Микола Кліщ.
У 2007 році з нагоди 10-річчя церкви парафію відвідав митрополит Василій Семенюк, який відслужив Архиєрейську Божественну Літургію. У храмі зберігаються мощі святого Івана Золотоустого та святого Василія Великого.

## Парохи
- о. Іван Гуня (з травня 1993),
- о. Павло Репела,
- о. Ілля Довгошия (з 20 серпня 1997),
- о. Мирослав Гордійчук (2001—2006, сотрудник)
- о. доктор Іван Січкарик (з 2004, сотрудник),
- о. ліц. Олег Харишин (з 2009).